# Dellaite
La dellaite è un minerale.